# Lidský rozměr
Lidský rozměr (v anglickém originále The Measure of a Man) je v pořadí devátá epizoda druhé sezóny seriálu Star Trek: Nová generace.

## Příběh
Zatímco USS Enterprise D kotví z důvodu rutinní údržby u nové hvězdné základny, navštíví ji komandér Bruce Maddox. Ten byl před lety v komisi, která posvětila Datovu způsobilost ke studiu na Akademii Hvězdné flotily. On jediný hlasoval záporně s argumentací, že Dat jako android není vnímající bytost. Nyní by chtěl lépe porozumět, jak Datův tvůrce, doktor Noonien Soong, byl schopen vyřešit určité problémy při konstrukci Datova pozitronického mozku.
Dat je touto myšlenkou zaujatý, dokud nezjistí, že Maddoxovým úmyslem je stáhnout Datovy vzpomínky do jiného počítače, deaktivovat jej a pak rozebrat. Oponuje, že Maddox nedisponuje potřebnými znalostmi pro bezpečné dokončení této procedury a odmítne se jí účastnit.
Maddox se tedy postará o to, aby Datovi bylo rozmontování nařízeno rozkazem. Picardovi se to pochopitelně nezamlouvá a Dat vyvozuje závěr, že pokud z Hvězdné flotily vystoupí, splnění rozkazu se může vyhnout. Maddox nicméně trvá na svém a říká, že Dat nemůže rezignovat na svou pozici, protože je majetek Hvězdné flotily a nikoliv vnímající bytost s právy.
Picard přesvědčuje kapitánku Philippu Louvoisovou, která proti němu kdysi vystupovala jako žalobce vzhledem ke ztrátě lodi Stargazer, aby uspořádala slyšení, které s konečnou platností určí Datův status. Vzhledem k nedostatku personálu na základně je žalobcem ustavem komandér Riker, zatímco Picard se stane Datovým obhájcem.
Riker řídící se během procesu svými rozkazy pasujícími ho do role žalobce demonstruje efektně v několika případech, že Dat je vlastně jen důmyslný stroj. Picard požádá o přestávku, během které se radí s Guinan. Ta mu radí, že se namísto dohadování, zda je Dat jen stroj či nikoliv, má zaměřit na to, že pokud je mu upírána možnost volby, dochází tím vlastně ke schvalování otroctví. Picard tuto argumentaci tedy přednese soudu. Začne tím, že dokonce i lidské bytosti jsou vlastně stroje, ale že to z nich nedělá majetek jejich tvůrců – rodičů. Potom dokáže že je rovněž inteligentní a vědom si své vlastní existence. Po předložení dalších důležitých argumentů ve své závěrečné řeči také upozorní, že rozhodnutí tohoto soudu neovlivní jen osud jednoho androida, ale rovněž se stane i precedentem pro možnou budoucí generaci androidů. A toto otrokářství ne nepodobné chování by mj. zrazovalo základní principy, na nichž Federace stojí. Rozsudek mu dá za pravdu.
Když je po všem, Dat ujišťuje demoralizovaného Maddoxe, že jeho výzkum je zajímavý a že bude ochoten se zúčastnit, pokud bude přesvědčen o tom, že celý experiment by mohl být proveden bezpečně a na poprvé. Zpět na Enterprise se Riker straní právě probíhající oslavy Datova vítězství, protože se cítí zahanben z důvodu, že byl nucen dělat v tomto případu žalobce. Dat mu však pozvedne náladu tím, že mu řekne, že si je dobře vědom, že Riker se nechtěl této role ujímat a že je mu vlastně vděčný za to, co udělal, protože bez něj by spor patrně prohrál.